# Enshi, Enshi
Enshi, tidigare romaniserat Enshih, är en stad på häradsnivå och huvudort i den autonoma prefekturen med samma namn i Hubei-provinsen i centrala Kina. Den ligger omkring 460 kilometer väster om provinshuvudstaden Wuhan.

## Källa
1. ↑  ”worldpostmarks.net”. Arkiverad från originalet den 2 januari 2015. https://web.archive.org/web/20150102101710/http://worldpostmarks.net/HTML%20Countries/china.htm. Läst 22 juli 2015.